# Салту-ду-Сеу
Салту-ду-Сеу (порт. Salto do Céu) — муниципалитет в Бразилии, входит в штат Мату-Гросу. Составная часть мезорегиона Юго-запад штата Мату-Гроссу. Входит в экономико-статистический микрорегион Жауру. Население составляет 2775 человек на 2006 год. Занимает площадь 1312,186 км². Плотность населения — 2,1 чел./км².

## Статистика
- Валовой внутренний продукт на 2003 год составляет 27 318 588,00 реалов (данные: Бразильский институт географии и статистики).
- Валовой внутренний продукт на душу населения на 2003 год составляет 7628,76 реалов (данные: Бразильский институт географии и статистики).
- Индекс развития человеческого потенциала на 2000 год составляет 0,702 (данные: Программа развития ООН).